# 究極戦隊ダダンダーン
『究極戦隊ダダンダーン』（きゅうきょくせんたいダダンダーン）は、1993年秋にコナミより発売されたアーケード用の格闘アクションゲーム。日本国外版のタイトルは『Monster Maulers』。

## 概要
操作は対戦型格闘ゲームのフォーマットに沿っており、プレイヤーは3人のキャラクターの中から1人を選んで、CPU専用のボスキャラクターを撃破していく。また、2人同時プレイでは協力プレイとなる。
日本版では、当時の業務用基板としては珍しく歌入りのテーマ曲が挿入されており、本作のテーマ曲「闘え！ダダンダーン」を子門真人が歌っている。この歌は最初のステージと最後のステージで流れる。ただし、日本国外版では最初のステージはこの歌は流れず、舞台となるステージのBGMとなっており削除されている。
作品の設定にはスーパー戦隊シリーズや『タイムボカンシリーズ』への数々のオマージュが見られる。

## 物語
宇宙の極悪3人組「ハッピードロッパーズ」は、世界征服を目論んで六つの卵を地球に放った。それぞれの卵が孵化し、六体の邪悪な怪物が誕生した事で地球は窮地に陥った。そのとき、悪の手から地球を救うべく、科学者に集められた特殊な力を持つ三人の若者たちが立ち上がった。彼らは「究極戦隊ダダンダーン」となる。彼らはハッピードロッパーズの野望を打ち砕けるのか？

## 基本操作
基本操作は8方向レバーと「弱・中・強」の3つのボタンで行う。レバー操作は2D対戦型格闘ゲームの一般的なフォーマットに沿っており、レバー前で前進、レバー後ろで後退およびガード、レバー上でジャンプ、レバー下でしゃがみ動作となる。ボタンは弱攻撃、中攻撃、強攻撃となっている。また、レバーの入力とボタンの組み合わせで必殺技を出すこともできる。2人同時プレイ時は1Pと2Pが同じ位置で同時に同じコマンドを入力することで強力な協力技を使うこともできる。
基本的にはダダンダーン対敵ボスによる1対1（2人同時プレイ時は2対1）の対戦となるが、一部のステージでは横スクロールのアクションゲームになる。どのボスにも一カ所に弱点が用意されている。弱点を攻撃するとグラフィックが変化する。

## キャラクター

### 究極戦隊ダダンダーン
本作のプレイヤーキャラクター。地球を支配しようと企む魔の手から平和を守る正義の戦士。一夜にして世界を恐怖に陥れたハッピードロッパーズを倒すため、闘いに赴く。
小鉄 (KOTETSU)
国籍：日本 / 身長：182cm / 体重：75kg / 年齢：29歳 / 趣味：俳句、精神修行
中国拳法をベースに、忍術や骨法を組み合わせた暗殺技の使い手。自らの生命力を引き換えにする強力な技を会得している。コスチュームは上半身裸でふんどしとプロテクターのみ。右腰に瓢箪をくくりつけている。
- 必殺技1：衝天砲 - 気弾を飛ばす。弱、中、強で気弾を発射する角度が変わる。
- 必殺技2：瞬動脚 - 下半身に青いオーラをまとい、回転しながら前方に突進する。

アン (ANNE)
国籍：イギリス / 身長：174cm / 体重：58kg / 年齢：22歳 / 趣味：ヨガ、クッキング
ダダンダーンの紅一点。驚異的な肉体能力を有し、鞭のようにしなる手足を駆使した攻撃を操る。
- 必殺技1：シューティングスター - 空中からエネルギー弾を発射する。
- 必殺技2：サンダーフラッシュ - 全身から電撃を放って攻撃する。

イーグル (EAGLE)
国籍：不明（海外版ではアメリカ） / 身長：202cm / 体重：98kg / 年齢：不明 / 趣味：プロレス
一切の過去が謎に包まれた人物。頑強な体格を活かしたプロレス技を操る。飛び道具技が無い代わりに、高い攻撃力を誇る。
- 必殺技1：マッスルハンマー - 前進しつつアッパーを繰り出す。
- 必殺技2：ハリケーンボンバー - 回転しつつ突進する。弱、中、強で突進する角度が変わる。

### 敵キャラクター
ハッピードロッパーズによって世界に解き放たれ、ダダンダーンの前に立ちはだかる異形の怪物たち。ボスによっては体の一部分を破壊できるものがいる。最初の選択ステージのみタイトルが下記のものから「戦え！ 正義の勇者ダダンダーン」に変わる。
ケンタウロス (CENTAUR)
イラクステージに登場。タイトルは「神か!? 悪魔か!? 聖地に潜む謎の影」。
上半身は鎧を着た騎士、下半身は馬の半人半獣のモンスター。腕に装備しているシールドをヨーヨーのように飛ばして攻撃してくる。
モアイ (MOAI)
ブラジルステージに登場。タイトルは「人外大秘境! 恐るべし呪いの巨神」。
モアイに上半身（ただし胸部まで）が生えた動く石像。パンチやチョップ、張り手のほか口からリップルレーザーを発射して攻撃してくる。
ステージのBGMは『グラディウスII -GOFERの野望-』のモアイステージのアレンジになっている。
風雷鬼 (FURAIKI、海外版はDIABLO)
中国ステージに登場。タイトルは「轟く雷鳴！ 嵐を呼ぶ地獄の鬼神」。
青い肌でザンバラ髪の鬼。両手から巨大な気のかたまりを発射する「雷神波」、体全体を独楽のように回転させて突進する「風神旋風」、電磁バリアを張った後移動投げを繰り出す「鬼神風雷撃」などの技を使う。
スライム (SLIME、海外版はFUNGUS)
バミューダステージに登場。タイトルは「魔海の恐怖! 襲いくる驚異の生命体」。
スライム状の怪人。腕を伸ばしたり、体そのものを変形させたりして攻撃してくる。一定のダメージを与えると体が赤くなって凶暴化することがある。
ドラゴン
ノルウェーステージに登場。タイトルは「暗闇の罠！ 地底湖に眠る古代幻獣」。
首から上だけを出し、口からブレスや玉を吐いたり、かみつき突進、飲み込みの他、口に相手をくわえて叩きつけ攻撃などをしてくるドラゴン。3種類の形態を有する。
『沙羅曼蛇』および一部の『グラディウスシリーズ』に登場する「イントルーダ」に似た外見をしている。
レッドドラゴン (RED DRAGON)
体色が赤くなっている状態。炎のブレスや火の玉を吐く。
ホワイトドラゴン (WHITE DRAGON)
体色が白くなっている状態。氷のブレスを吐く。
ブルードラゴン (BLUE DRAGON)
体色が青くなっている状態。雷の玉を吐く。
ブレインゴーレム (BRAIN GOLEM、海外版はBRAINY)
ケニヤステージに登場。タイトルは「赤い戦慄！ 迫りくる魔の眼光」。
巨大な脳みそから触手が生えたモンスター。前部にアーマーを身に着けており、目からビームを出して攻撃してくる。またダメージを受けるとバリアを張って反撃してくることもある。
ステージのBGMは『沙羅曼蛇』のボスBGMのアレンジになっている。

### ハッピードロッパーズ
各地の敵を全て倒すと、最終決戦としてハッピードロッパーズの本拠地でもある「浮遊戦艦ドデスカデン（名称はCDドラマより）」に乗り込み、ザコロボット（『新造人間キャシャーン』のツメロボットのオマージュ）を倒しつつ、3体のボスと順に戦う。タイトルは「史上最大のバトル! 地球の平和を取り戻せ!!」。
ミスター・珍（Mr.CHIN）
ハッピードロッパーズの頭脳担当。最終ステージの一番手として、甲板上で対戦する。
登場するモンスターやメカはほぼ全て、この男が作り上げたもの。
ダダンダーンの司令官である科学者とは何らかの因縁を持っていることが漫画やCDドラマで明かされた（漫画ではより深く掘り下げられている）。
ダッカー (DUCKER)
ミスター・珍が搭乗する二足歩行鳥脚メカ。脚部による蹴り、前部に付いている銃口から発射するビーム弾、コックピットに隠している火炎放射銃などで攻撃してくる。また掴んでからの宙返り→フランケンシュタイナーも仕掛けてくる。
『グラディウス』にザコとして登場する、同名の二足歩行メカが元ネタ。
ガルガ（GARUGA）
ハッピードロッパーズの怪力担当。最終ステージの二番手として、戦艦内部の機関室で待ち構える。
実際、ロボットに乗って戦っているので機械音痴というわけではない。CDドラマでもミスター・珍のメカ制作や修理を手伝っている描写がある。
メカゴリラ (MECHA GORILLA、海外版はROBO-APE)
ガルガが搭乗するゴリラ型戦闘ロボ。パンチやキック、スライディングによる体当たりなどの肉弾技の他、背中からミサイルを発射して攻撃してくる。
また掴んでからガルガ自身がプレイヤーにパンチを浴びせるつかみ技やジャイアントスイングも仕掛けてくる。
ハッピー（HAPPY）
ハッピードロッパーズの女リーダーで本作最終ボス。ブリッジで直接対決する。
実は富豪にして名家の生まれなのだが、バブル崩壊によって没落し、周囲の人たちは掌を返して離れていってしまう。
このことで人間に対する深い失望を味わい、同時に人間たちへの怒りと復讐からハッピードロッパーズを結成したことが漫画版で明かされている。
ハッピーバスターエース (HAPPY BUSTER ACE、海外版はCOSMIC TANK)
ハッピーが搭乗する小型飛行メカ。当初はメカに付いたドリルとアームで攻撃、装甲を上に転回させて防御する。
体力ゲージが4分の1になるとコックピット部分だけになり、ハッピー自身の鞭攻撃とメカ後部から多数生み出される爆弾型ゾロメカによる攻撃に変化する。
また移動速度も通常より遥かに速くなる。

## 注意点
このゲームはノーコンティニュークリア時のエンディングがバッドエンドとなっており、グッドエンディングを見る場合は1回コンティニューする必要がある。

## 主題歌
「闘え！ダダンダーン」
歌：子門真人 作詞・作曲・編曲：肥蔵
当時の子門は個人事務所で活動していたことから連絡先を掴むのが難しい状況であり、コナミは日本テレネットからメガCD用として発売された「Aランクサンダー 誕生編」の主題歌を子門が歌っていたことから、そちらから連絡先を教えてもらった。
その結果、子門真人が芸能界引退前に歌った最後の作品になった。
2017年にはときめきアイドルProjectが「闘え！ダダンダーンⅤ」として本作品をリメイクカバーした。

## 漫画版
新声社刊『コミックゲーメスト』1994年5月号から1995年4月号まで連載。作者は伊藤霊一。小鉄を一応のメインにして展開。掲載時にアンのポロリがあったが、コミック版では修正が入っている。漫画版ではゲーム本編で語られていないハッピードロッパーズ誕生の経緯（特にハッピーの境遇）が描かれている。また、小鉄の瓢箪には「滋養強壮の妙薬」と呼ばれる超回復薬が入っている設定になっており、死の淵にあった小鉄を復活させる、すなわちコンティニューの描写もなされた（作中では「じいちゃんからは『いざという時まで（瓢箪の中身を）開けるな』って言われてた」と小鉄が復活の際に言っている）。

## CDドラマ版
『CDドラマ究極戦隊ダダンダーン おそるべき悪魔の陰謀』と題し、以下のキャストで当時の社会問題を取り入れながら展開された。
レーベルはキングレコードで、発売は1994年9月21日。
- 小鉄：草尾毅
- アン：水谷優子
- イーグル：辻谷耕史
- 茶屋町博士：滝口順平 ※最後の謎の声も兼任。ブックレットに表記無し
- ハッピー：井上喜久子
- ミスター・珍：八奈見乗児
- ガルガ：玄田哲章
- 玲子：國府田マリ子 ※CDドラマオリジナルキャラクター
- ナレーター：富山敬